# Verónica Gómez
Verónica Maria Gómez Carabali (30 agosto 1985 – 14 aprile 2012) è stata una pallavolista venezuelana.
Giocava nel ruolo di schiacciatrice.

## Carriera

### Club
Di ruolo schiacciatrice, ha giocato in Belgio nel Datovoc Tongeren, in Svizzera nel Zeiler Koniz, in Spagna nel Deportivo Ávila, in Russia nell'Uralochka Zlatoust dove raggiunge il secondo posto del campionato russo, al club romeno Clubul Sportiv Universitar Metal Galați vincendo nel 2009-2010 il campionato e infine al Lokomitiv Baku nella Superleague azera con cui vince la Challenge Cup 2010-11. Nel 2007 è anche stata nominata MVP.

### Nazionale
È stata convocata nella nazionale e nel 2005 ha partecipato con la sua nazionale ai Giochi bolivariani che si sono tenuti in Colombia raggiungendo con la sua nazionale la finale, che è stata vinta dal Perù con il punteggio di tre set a 1.

## Morte
La Gómez muore il 14 aprile 2012, in seguito a un arresto cardiaco mentre si trovava in Venezuela per recuperare da un'operazione al tendine d'Achille.

## Palmarès

### Club
- Campionato belga: 1

2006-07
- Campionato rumeno: 1

2009-10
- Challenge Cup: 1

2010-11

### Nazionale (competizioni minori)
- Giochi bolivariani 2005
- XIV Giochi centramericani e caraibici

### Premi individuali
- 2007 - Campionato belga: MVP